# Reino Nacérida

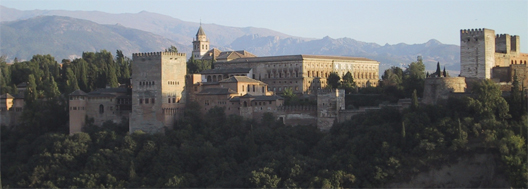
A Alhambra, centro do poder do Reino de Granada

Reino Nacérida ou Emirado Nacérida de Granada (em árabe: إمارة غرناطة; romaniz.: Imarat Gharnāṭah) foi uma unidade política que existiu na Península Ibérica entre 1238 e 1492. Incluía as atuais províncias espanholas de Granada, Almeria, Málaga e uma parte das províncias de Sevilha, Córdova e Xaém (Jaén).
As origens do reino de Granada encontram-se no desmembramento do Califado Almóada perante o avanço das tropas castelhanas. Em 1232 Maomé I (r. 1232–1273) declarou-se sultão e tornou-se o fundador da dinastia nacérida, que governaria o reino de Granada. Este rei ordenou a construção do Palácio da Alhambra onde se instalou com a sua corte.
Em 1246 Maomé I declarou-se vassalo do rei de Castela Fernando III. Através deste pacto de vassalagem o rei comprometia-se a ajudar os cristãos na conquista de Sevilha em troca da proteção castelhana. Apesar disso, os cristãos continuaram a exercer pressão militar sobre Granada, o que motivou Maomé a pedir ajuda aos Merínidas do norte de África.
Os primeiros contingentes de tropas merínidas estabelecem-se em Granada durante o reinado de Maomé II e ajudam a repelir os castelhanos. Ali permanecerem até à Batalha do Salado (1340), quando derrotados pelos cristãos se retiram definitivamente para o norte da África.
Para além de lutas internas (conspirações, rebeliões, guerra civil em 1427) e de falta de apoios do mundo árabe, Granada, apesar de conseguir suster alguns avanços de Castela e obter algumas tréguas, não conseguiu reestruturar-se internamente e começou a ceder aos ataques cristãos.
Ainda desencadeou um contra-ataque entre 1433 e 1440, recuperando praças de Castela, mas a partir daqui a história de Granada foi de defesa contra Castela, bloqueios econômicos, tréguas e devolução de cativos, até a "guerra de Granada", uma série de campanhas militares entre 1482 e 1492 que culminariam a 2 de Janeiro de 1492, com a rendição negociada mediante capitulação do rei Maomé XII, conhecido entre os espanhóis como Boabdil.
No século XVI, apesar do embelezamento e da valorização cultural da cidade e da região pelos espanhóis, ainda havia, na minoria mourisca, sentimentos saudosistas do antigo Reino Nacérida, que se manifestaram em movimentos como os levantamentos nas Alpujarras, último foco de resistência mourisca.